# José Manzaneda
José Miguel Manzaneda Pineda (Lima, 10 de septiembre de 1994) es un futbolista peruano. Juega como extremo izquierdo y su equipo actual es el Los Chankas CYC de la Liga 1 de Perú. 

## Trayectoria
Se inició en Deportivo Zela de Jesús María al mando de Sergio Miranda, pasó a las divisiones menores de la Academia Cantolao y luego a la reserva de Juan Aurich donde fue promovido al primer equipo en el año 2014. 

### Academia Cantolao
En 2016 fue fichado por Deportivo Municipal tras no tener minutos lo presto a la Academia Cantolao donde logró el ascenso a la primera división con un total 9 goles, este tras su buenas actuaciones fue nuevamente prestado al Cantolao para disputar la Primera División . En 2022 vuelve al club tras un opaco paso por Alianza Lima.

### Deportivo Municipal
En 2018 volvió a jugar en Deportivo Municipal.

### Alianza Lima
A inicios de diciembre del 2018 firma contrato con Deportes La Serena, y es cedido a préstamo el 22 de diciembre del 2018 al Alianza Lima, con un contrato por 2 años para reforzar la volante. Debutó en la goleada por 3-0 al Sport Boys. Su primer gol lo hace en la tercera fecha del Apertura en la victoria ante la César Vallejo. El 6 de marzo marca en la primera fecha de la Copa Libertadores ante River Plate en el Estadio Nacional en el empate 1 a 1. Dicha temporada consiguen el subcampeonato de la Liga 1. Vuelve al equipo intimo para la temporada 2021, comienza la campaña de titular y marca el primer gol del Club en el Torneo Apertura de penal ante Cuzco, pero luego pierde el puesto y tendría lesiones que lo llevarían a ser relegado. Consiguen el campeonato de la Liga 1 tras vencer a Sporting Cristal en la final disputada en el Estadio Nacional.

### Cesar Vallejo
A inicios de 2020 fue fichado por la Universidad Cesar Vallejo para disputar la Liga 1.

## Selección nacional
Fue convocado por primera vez a la selección mayor por Ricardo Gareca para disputar los amistosos contra Paraguay y Jamaica, debutando el 8 de junio de 2017 contra el seleccionado albirrojo.

## Estadísticas

### Clubes
Actualizado el 31 de diciembre de 2022.
| Club                             | Div.             | Temporada        | Liga     | Liga  | Copas nacionales | Copas nacionales | Copas internacionales | Copas internacionales | Total    | Total | Prom. |
| Club                             | Div.             | Temporada        | Partidos | Goles | Partidos         | Goles            | Partidos              | Goles                 | Partidos | Goles | Prom. |
| -------------------------------- | ---------------- | ---------------- | -------- | ----- | ---------------- | ---------------- | --------------------- | --------------------- | -------- | ----- | ----- |
| Juan Aurich · Perú               | 1.ª              | 2014             | 8        | 0     | 0                | 0                | -                     | -                     | 8        | 0     | 0.00  |
| Juan Aurich · Perú               | 1.ª              | 2015             | 4        | 0     | 3                | 0                | 1                     | 0                     | 8        | 0     | 0.00  |
| Juan Aurich · Perú               | Total            | Total            | 12       | 0     | 3                | 0                | 1                     | 0                     | 16       | 0     | 0.00  |
| Academia Cantolao · Perú         | 2.ª              | 2016             | 27       | 9     | -                | -                | 1                     | 1                     | 27       | 9     | 0.33  |
| Academia Cantolao · Perú         | 1.ª              | 2017             | 35       | 12    | -                | -                | 1                     | 0                     | 35       | 12    | 0.34  |
| Academia Cantolao · Perú         | 1.ª              | 2022             | 17       | 2     | -                | -                | -                     | -                     | 17       | 2     | 0.12  |
| Academia Cantolao · Perú         | Total            | Total            | 79       | 23    | 0                | 0                | 0                     | 0                     | 79       | 23    | 0.29  |
| Deportivo Municipal · Perú       | 1.ª              | 2018             | 32       | 5     | -                | -                | -                     | -                     | 32       | 5     | 0.16  |
| Deportivo Municipal · Perú       | Total            | Total            | 32       | 5     | 0                | 0                | 0                     | 0                     | 32       | 5     | 0.16  |
| Alianza Lima · Perú              | 1.ª              | 2019             | 16       | 1     | 2                | 0                | 4                     | 1                     | 22       | 2     | 0.09  |
| Alianza Lima · Perú              | 1.ª              | 2021             | 5        | 1     | 1                | 0                | -                     | -                     | 6        | 1     | 0.17  |
| Alianza Lima · Perú              | Total            | Total            | 21       | 2     | 3                | 0                | 4                     | 1                     | 28       | 3     | 0.11  |
| Universidad César Vallejo · Perú | 1.ª              | 2020             | 16       | 1     | -                | -                | -                     | -                     | 16       | 1     | 0.06  |
| Universidad César Vallejo · Perú | Total            | Total            | 16       | 1     | 0                | 0                | 0                     | 0                     | 16       | 1     | 0.06  |
| Alianza Atlético · Perú          | 1.ª              | 2023             | 10       | 1     | -                | -                | -                     | -                     | 10       | 1     | 0.1   |
| Alianza Atlético · Perú          | Total            | Total            | 10       | 1     | -                | -                | -                     | -                     | 10       | 1     | 0.1   |
| Total en carrera                 | Total en carrera | Total en carrera | 170      | 32    | 6                | 0                | 5                     | 1                     | 181      | 33    | 0.19  |

## Palmarés

### Campeonatos nacionales
| Título                    | Club              | País | Año  |
| ------------------------- | ----------------- | ---- | ---- |
| Segunda División          | Academia Cantolao | Perú | 2016 |
| Primera División del Perú | Alianza Lima      | Perú | 2021 |

### Torneos cortos
| Título          | Club         | País | Año  |
| --------------- | ------------ | ---- | ---- |
| Torneo Clausura | Alianza Lima | Perú | 2019 |
| Torneo Clausura | Alianza Lima | Perú | 2021 |

### Distinciones individuales
| Distinción                                                                                          | Año  |
| --------------------------------------------------------------------------------------------------- | ---- |
| Incluido en el equipo ideal del Torneo de Verano de Perú según el portal periodístico DeChalaca.com | 2017 |